# Karabinek-granatnik AMP-69
AMP-69 (węg. automata, módosított, puskagránátos /karabély/) – węgierski karabinek-granatnik, wersja AMD-65 przystosowana do miotania granatów nasadkowych (zobacz granatnik nasadkowy).

## Historia
Po wprowadzeniu do uzbrojenia ludowego Wojska Polskiego karabinka-granatnika wz. 1960 podobne konstrukcje pojawiły się także w Jugosławii i na Węgrzech.
Węgierski AMP-69 był modyfikacją AK wyposażoną w składaną na bok broni kolbę prętową oraz nasadkę do miotania granatów. Podobnie jak inne wersje AK przystosowane do pełnienia roli granatników AMP-69 został wyposażony w regulator gazowy.
Z AMP-69 można było miotać granaty odłamkowe i przeciwpancerne przy pomocy naboi ślepych.

## Opis
AMP-69 jest bronią samoczynno-samopowtarzalną. Zasada działania oparta na odprowadzaniu części gazów prochowych przez boczny otwór lufy, z długim ruchem tłoka gazowego. AMP-69 strzela z zamka zamkniętego. Zamek ryglowany przez obrót. Mechanizm uderzeniowy kurkowy, mechanizm spustowy z przełącznikiem rodzaju ognia. Dźwignia przełącznika rodzaju ognia pełni jednocześnie rolę bezpiecznika.
AMP-69 jest bronią zasilaną z magazynków 30-nabojowych (jeśli jest używany jako karabinek) lub 5-nabojowych (jako granatnik).
Lufa zakończona nasadką do miotania granatów.
AMP-69 wyposażony jest w chwyt pistoletowy i łoże. Kolba składana na bok broni, prętowa. Przyrządy celownicze mechaniczne (celownik krzywkowy z muszką, nastawy do 800 metrów). Celownik używany podczas miotania granatów miał nastawy do 400 metrów.